# 김주진
김주진(金周珍, 1986년 6월 21일 ~ )은 대한민국의 유도 선수이다. 대한민국 국가대표로 베이징에서 열린 2008년 하계 올림픽 남자 66kg급에 출전했으나 2회전에서 탈락하였다.
2010년 아시안 게임에서 남자 개인전 66kg급에서 금메달을 획득하였다.
2016년 무도 특별채용을 통해 경찰이 되었다.

## 경력
- 2014 하이원스포츠단
- 2010 제16회 광저우 아시안게임 남자유도 국가대표
- 수원시청
- 2008 제29회 베이징 올림픽 유도 국가대표

## 수상
- 2014 여명컵 전국유도대회 남자 73kg급 금메달
- 2012 EJU 오베르바르트 월드컵 남자 73kg급 은메달
- 2013 몽골 그랑프리 유도대회 남자 73kg급 동메달
- 2012 제93회 전국체육대회 유도 남자 일반부 73kg이하급 동메달
- 2010 제16회 광저우 아시안게임 유도 남자66kg급 금메달
- 2010 러시아 그랜드슬램 유도대회 남자 66kg급 은메달
- 2010 파리 그랜드슬램 유도대회 남자 66kg급 금메달[4]
- 2009 도쿄 그랜드슬램 유도대회 남자 66kg 급 은메달
- 2009 폴란드 바르샤바 열린 월드컵 남자유도대회 66kg급 금메달
- 2009 독일 그랑프리 국제유도대회 남자 66kg급 금메달
- 2008 파리오픈 국제유도대회 남자66kg급 금메달
- 2007 일본 가노 지고로우배 도쿄 국제 유도대회 남자66kg급 동메달
- 2007 제2회 동아시아유도선수권대회 금메달